# Allosorus lindheimeri
Allosorus lindheimeri là một loài thực vật có mạch trong họ Adiantaceae. Loài này được (Hook.) Farw. miêu tả khoa học đầu tiên năm 1931.